# Улица Шеронова
Улица Шеронова — улица в Хабаровске, проходит через исторический центр города от Волочаевской улицы параллельно руслу Амура и оканчивается перед улицей Серышева.
По улице проходит линия хабаровского трамвая.
На улице находится одно из самых высоких зданий Хабаровска Ж/К «Дендрарий» (д. 6).

## История
Историческое название — Яковицкая.
Современное название дано в память революционера-большевика С. А. Шеронова (1885—1918)
В 2014 году в районе пересечения улицы с Амурским бульваром была возведена архитектурная композиция в виде гигантских музыкальных инструментов «Песня о дружбе», подаренная Хабаровску Харбином в честь 20-летия побратимских связей.

## Транспорт
По улице проходят маршруты трамвая № 1 и №2.

## Достопримечательности
д. 64 — Дом доходный Г. И. Мурашева
д. 65 — Музей энергетики (перед зданием установлен ротор турбины АТ-25-1)
д. 72 — Дом доходный Е. А. Киселёвой
д. 86 — Дом жилой
д. 88 — Дом жилой
д. 90 — Дом жилой
д. 91 — Дом Жилтоварищества «Долой жилищный кризис»
д. 102 — Дом жилой
д. 113 — Дом жилой Е. М. Малченко

## Известные жители
С. А. Гоглидзе
д. 17 — лётчик Карл Ренкас

## Галерея

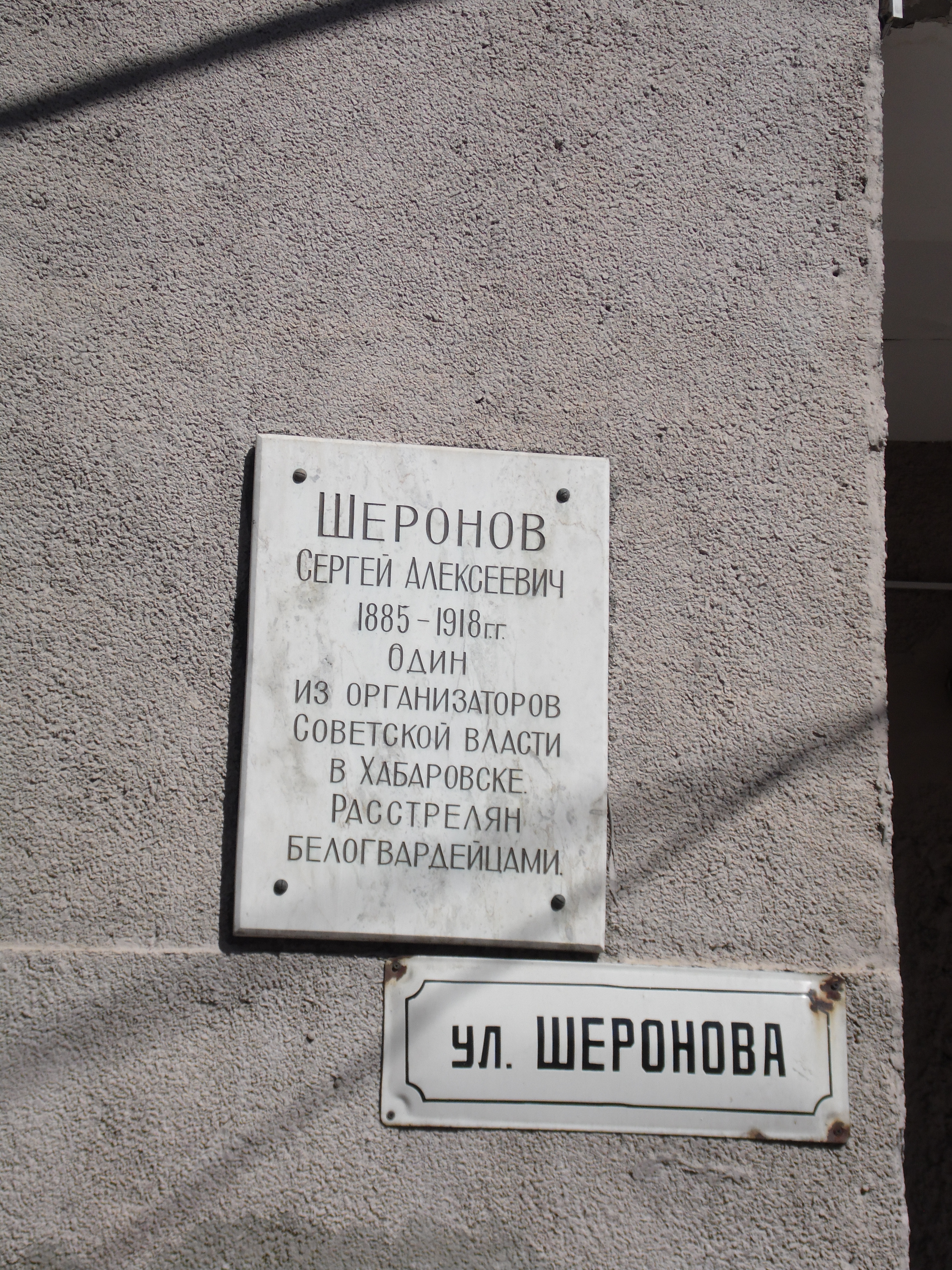
Памятная табличка
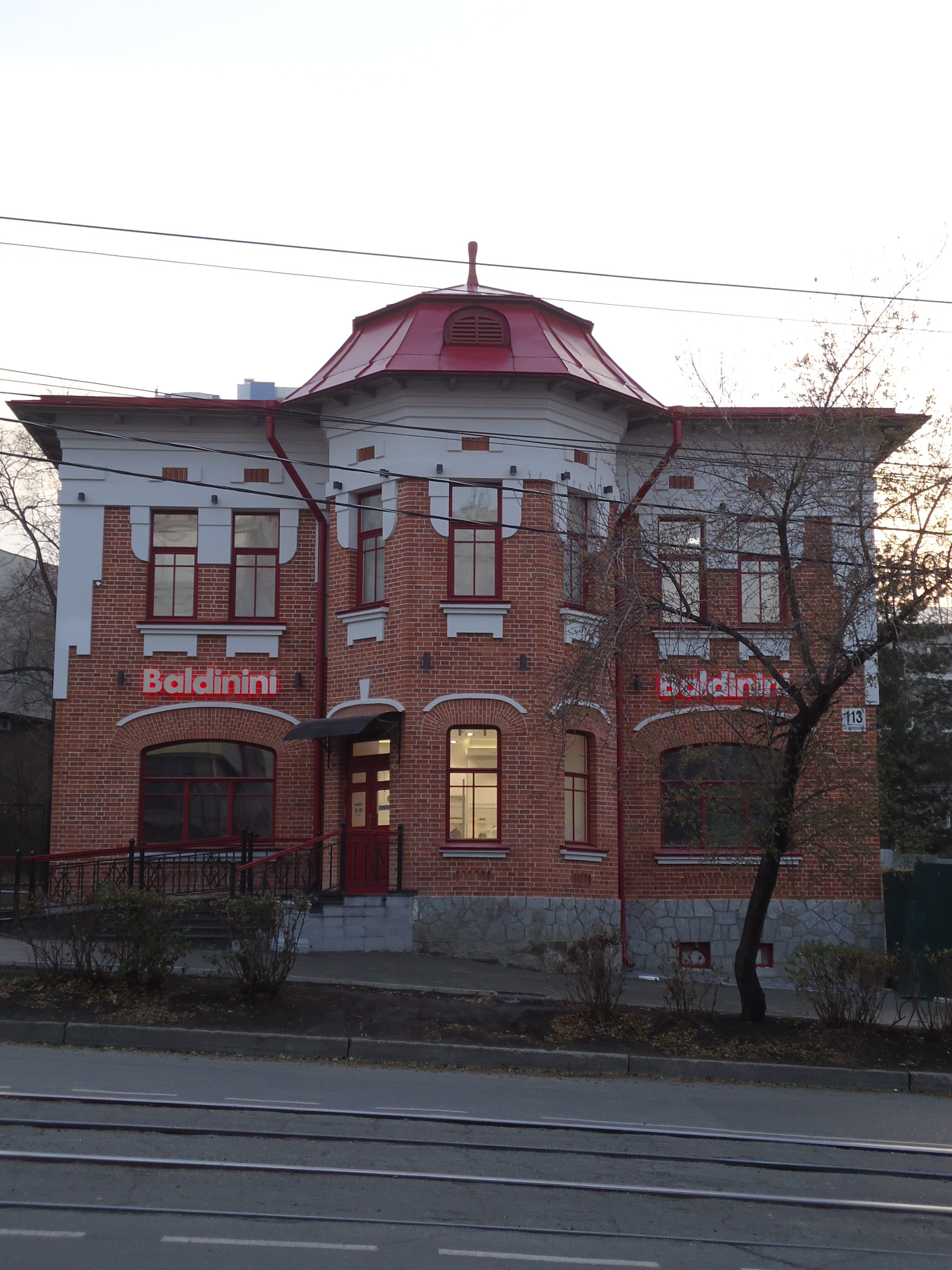
Дом жилой Е. М. Малченко
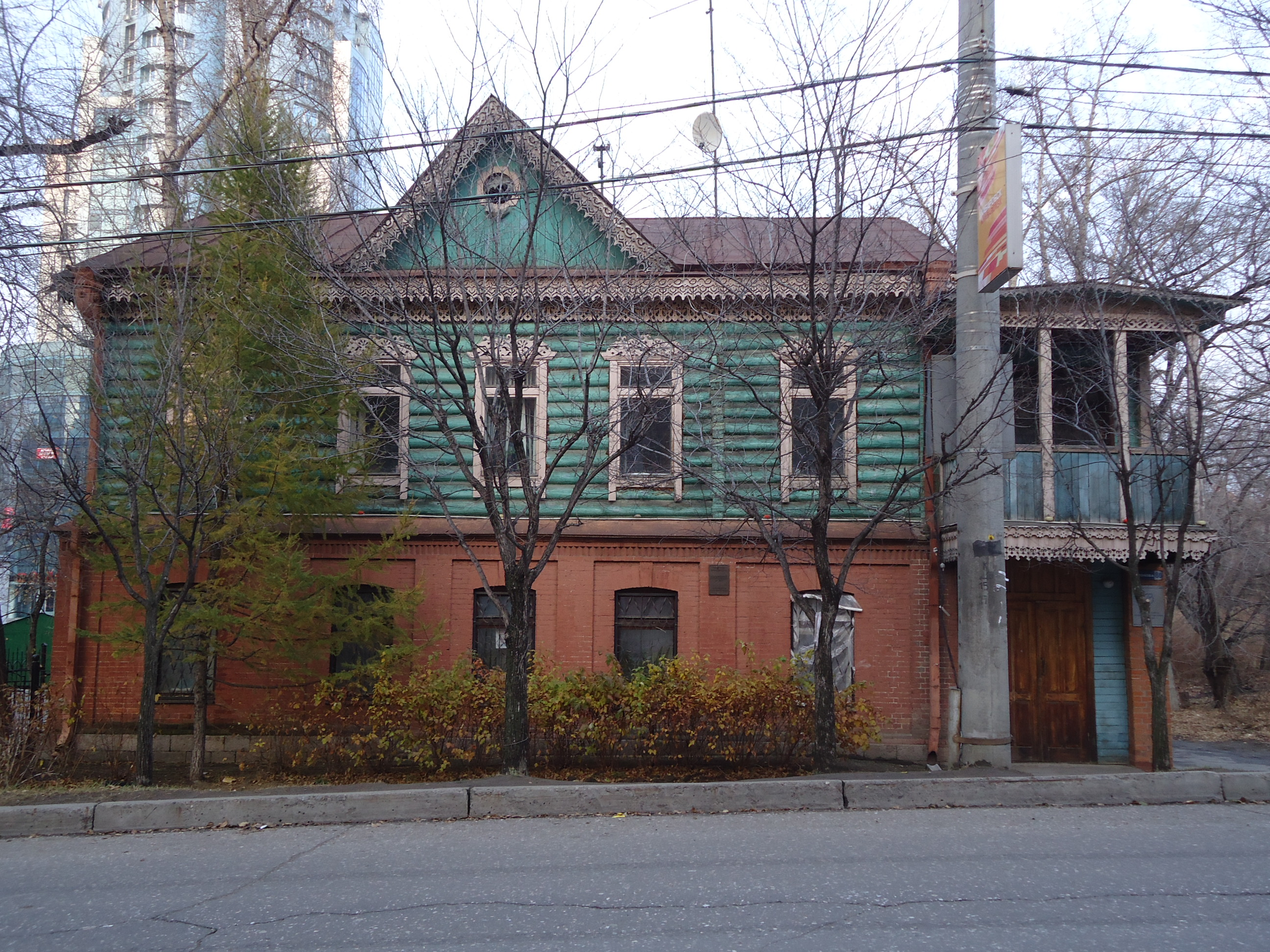
Доходный дом М. Г. Копейкиной
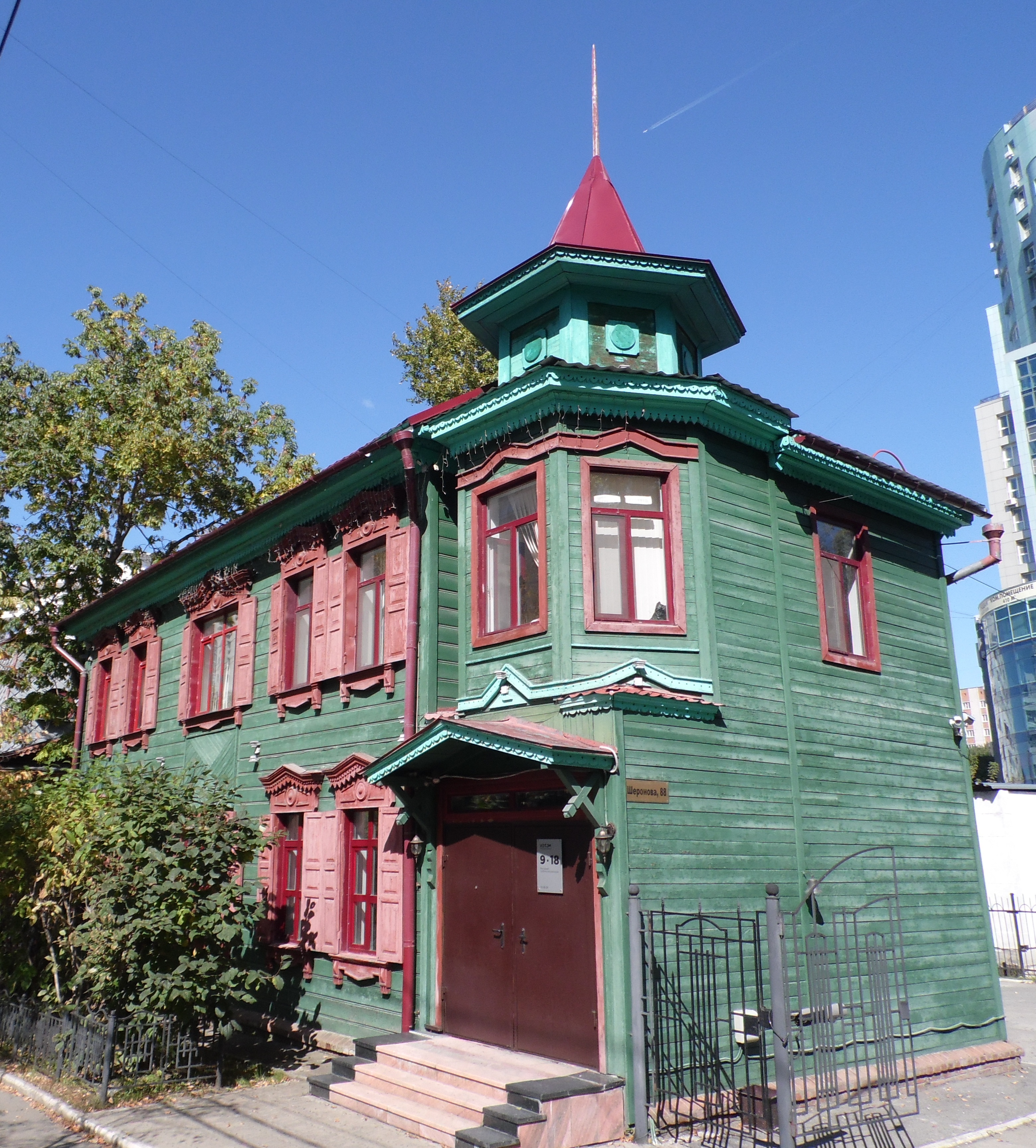
д. 88
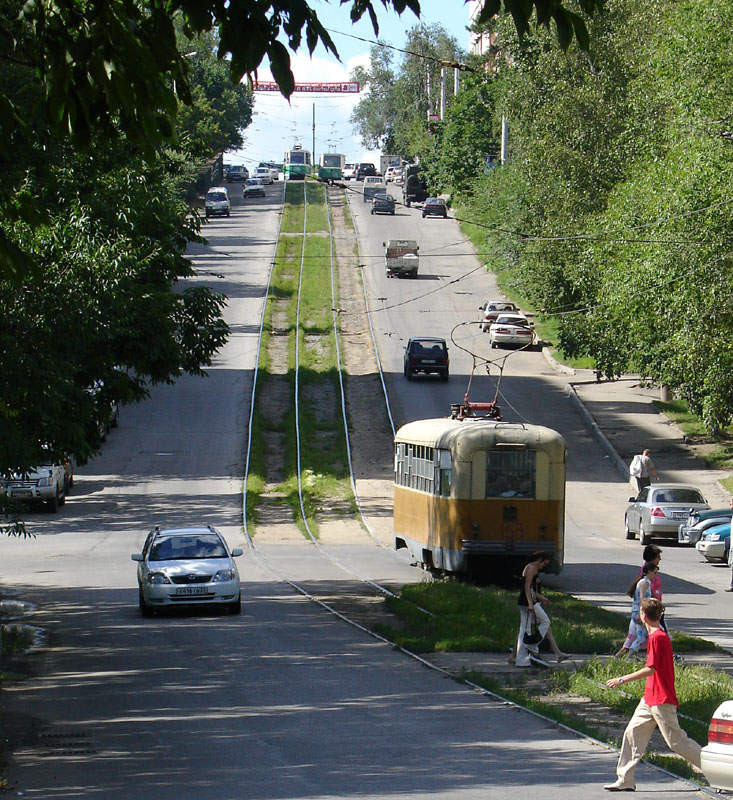
Трамвай на улице Шеронова